# Història genètica de la península Ibèrica

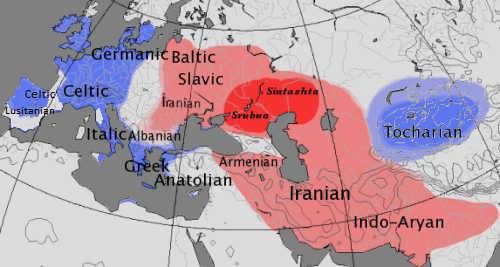
Les llengües indoeuropees al voltant de 2500 ae = 500 abans de Crist. Els idiomes Centum estan en blau i els idiomes Satem estan en vermell

L'ascendència dels ibers moderns és consistent amb la situació geogràfica de la península Ibèrica en l'extrem sud-oest d'Europa. El gran predomini de l'haplogrup del cromosoma Y, R1b, comú a Europa occidental, podria ser el resultat dels invasors centreeuropeus durant l'edat de bronze, però també la pervivència d'una població europea més antiga que hauria manifestat una gran estabilitat des del Neolític i, potser, des del Paleolític, la qual cosa fa que la població de la península Ibèrica estiga estretament relacionada amb altres d'Europa occidental.

## Visió de conjunt
Igual que Sardenya i, a diferència dels Balcans i Itàlia, Ibèria estava protegida dels assentaments de la regió del Bòsfor i el Caucas per la seua ubicació geogràfica occidental, i el seu baix nivell de barreja d'Àsia occidental que probablement arribaria durant el període romà. La contribució genètica històrica posterior de la Mediterrània oriental i de l'Orient Mitjà al patrimoni genètic d'Ibèria també fou significativa, impulsada pels fenicis, grecs, cartaginesos, jueus i àrabs llevantins.
Igual que Sicília i altres parts del sud d'Itàlia, Ibèria té un important nivell d'ascendència originada al nord d'Àfrica i en l'Àfrica subsahariana, atribuïda en gran part a la llarga presència islàmica a la península, i possiblement a l'esclavitud africana; i la població de les Illes Canàries mostra una barreja africana més gran que la mitjana del sud d'Europa per la seua ubicació com a arxipèlag africà. Es troben diferències genètiques significatives entre les diferents zones de la península, i fins i tot dins d'aquestes, la qual cosa pot explicar-se per la gran divergència de les seues trajectòries històriques i les nacions peninsulars. La regió basca i Catalunya tenen menor ascendència de la Mediterrània oriental. La influència africana es concentra principalment a les regions sud i oest de la península, i generalment té un impacte major a Portugal que a l'estat espanyol.

## Genètica de poblacions: mètodes i limitacions
Un dels primers estudiosos a fer estudis genètics fou Luigi Lucca Cavalli-Sforza. Usà marcadors genètics clàssics per analitzar l'ADN. Aquest mètode estudia les diferències en les freqüències de trets al·lèlics particulars, a saber, els polimorfismes de proteïnes en la sang humana (com els grups sanguinis ABO, antígens sanguinis Rhesus, loci HLA, immunoglobulines, isoenzimes G-6-P-D, entre altres). Després, el seu equip calcula la distància genètica entre poblacions, basant-se en el principi que dues poblacions que comparteixen freqüències semblants d'un tret estan més relacionades que les poblacions que tenen freqüències més divergents del tret.
Des de llavors, la genètica de la població ha progressat i els estudis que utilitzen l'anàlisi directa d'ADN són abundants i poden usar ADN mitocondrial (ADN-Mt), la porció no recombinant del cromosoma I (NRY) o ADN autosòmic. Els dos comparteixen algunes característiques semblants que els han fet útils en antropologia genètica. Aquestes propietats inclouen l'herència directa i inalterada de l'ADN-Mt i l'ADN NRY de la mare a la descendència i del pare al fill, respectivament, sense els efectes "aleatoris" de la recombinació genètica.
Mentre que els haplogrups dels dos indicadors representen només un petit component del grup d'ADN d'una persona, l'ADN autosòmic té l'avantatge de contenir centenars i milers de loci genètics examinables, la qual cosa brinda una imatge més completa de la composició genètica. Les relacions de descendència només poden determinar-se sobre una base estadística, perquè l'ADN autosòmic sofreix una recombinació. Un sol cromosoma pot registrar una història per a cada gen. Els estudis autosòmics són molt més fiables per mostrar les relacions entre les poblacions existents, però no ofereixen les possibilitats de desentranyar les seues històries de la mateixa manera que ho fan els estudis d'ADN ADN-Mt i ADNN, malgrat les seues moltes complicacions.
Els estudis genètics es basen en molts supòsits i sofreixen limitacions metodològiques, com el biaix de selecció i la confusió. Fenòmens com la deriva genètica, i la fundació i els efectes del coll d'ampolla causen grans errors, sobretot en estudis d'haplogrup.

## Composicions genètiques principals
Les anàlisis d'ADN demostren que les poblacions ibèriques estan més estretament relacionades amb altres poblacions de l'Europa occidental.
Hi ha un eix d'una diferenciació genètica significativa al llarg de la direcció est-oest, en contrast amb la notable similitud genètica en la direcció nord-sud. La mescla del nord d'Àfrica, associada amb la conquesta islàmica, pot datar-se per al període comprés entre els anys 860 i 1120 dC.

### Haplogrups del cromosoma Y
L'haplogroup R1b és el més freqüent a la península Ibèrica, amb un 50% en la major part de l'estat espanyol. El R1b és sobretot dominant al País Basc i Catalunya, amb una taxa superior al 80%. A Ibèria, la majoria dels homes amb R1b pertanyen a la subclasse R-P312 (R1b1a1a2a1a2; el 2017). La distribució d'haplogrups diferents de R1b varia àmpliament d'una zona a una altra.
Encara que el R1b preval en gran part d'Europa occidental, es troba una diferència clau en la prevalença a Ibèria del R-DF27 (R1b1a1a2a1a2a). Aquesta subclasse es troba en més del 60% de la població masculina al País Basc i del 40-48% a Madrid, Alacant, Barcelona, Cantàbria, Andalusia, Astúries i Galícia. El R-DF27 constitueix molt més que la meitat del total de R1b a la península Ibèrica. La posterior migració de membres d'uns altres haplogrups i subclades del R1b no afectà la seua prevalença general, encara que es redueix a sols dos terços del total de R1b a València i la costa en general. El R-DF27 és també una subclasse significativa de R1b en parts de França i Gran Bretanya. És insignificant, però, a Itàlia. La R-S28 / R-O152 (R1b1a1a2a1a2b) és la subclasse predominant de R1b a Itàlia, Suïssa i parts de França, encara que representa menys del 5% de la població masculina d'Ibèria. Això subratlla la falta de qualsevol impacte genètic significatiu per part de la pertinença a Roma, a pesar que el llatí parlat a l'Imperi romà fou la font més important de les quatre llengües de la península (a excepció de l'èuscar). La R-S28 / R-O152 és lleugerament significativa a Sevilla i Barcelona, amb un 10-20% de la població total, encara que està representada en freqüències de sols el 3% a Cantàbria i Santander, 2% a Castella i Lleó, 6% a València, i menys de l'1% a Andalusia. Els jueus sefardites I1 0% I2 * / I2a 1% I2 0% haplogrup R1a 5% R1b 13% G 15% haplogrup J2 2 25% J * / J1 22% I-M2151b1b 9% T 6% Q 2%.
L'haplogrup J, en la seua majoria subclade de l'haplogrup J-M172 (J2), es troba en nivells superiors al 20% en algunes zones, mentre que l'haplogrup I té una freqüència general del 10%, encara que els pics superen el 30% en certes àrees. En general, el I-M78 (I1b1b1a1 en 2017) i el I-M81 (I1b1b1b1a el 2017) constitueixen aproximadament el 4,0% cadascú, amb un 1,0% addicional de l'haplogrup I-M123 (I1b1b1b2a1) i l'1,0% de les subcapes desconegudes de I-M96. (Es considera que el I-M81 representa migracions històriques des del nord d'Àfrica).

### Les freqüències d'haplogrups d'ADN-I en les autonomies de l'estat espanyol[16]
| Autonomia               | Mesura de la mostra | E    | G    | I    | J2   | JxJ2 | R1a | R1b  |
| ----------------------- | ------------------- | ---- | ---- | ---- | ---- | ---- | --- | ---- |
| Aragó                   | 34                  | 6 %  | 0 %  | 18 % | 12 % | 0 %  | 3 % | 56 % |
| Andalusia est           | 95                  | 4 %  | 3 %  | 6 %  | 9 %  | 3 %  | 1 % | 72 % |
| Andalusia oest          | 73                  | 15 % | 4 %  | 5 %  | 14 % | 1 %  | 4 % | 54 % |
| Astúries                | 20                  | 15 % | 5 %  | 10 % | 15 % | 0 %  | 0 % | 50 % |
| Bascos                  | 116                 | 1 %  | 0 %  | 8 %  | 3 %  | 1 %  | 0 % | 87 % |
| Castella-la Manxa       | 63                  | 4 %  | 10 % | 2 %  | 6 %  | 2 %  | 2 % | 72 % |
| Castella Nord de l'est  | 31                  | 9 %  | 3 %  | 3 %  | 3 %  | 0 %  | 0 % | 77 % |
| Castella Nord de l'oest | 100                 | 19 % | 5 %  | 3 %  | 8 %  | 1 %  | 2 % | 60 % |
| Catalunya               | 80                  | 3 %  | 6 %  | 3 %  | 6 %  | 0 %  | 0 % | 81 % |
| Extremadura             | 52                  | 18 % | 4 %  | 10 % | 12 % | 0 %  | 0 % | 50 % |
| Galícia                 | 88                  | 17 % | 6 %  | 10 % | 7 %  | 1 %  | 0 % | 57 % |
| País Valencià           | 73                  | 10 % | 1 %  | 10 % | 5 %  | 3 %  | 3 % | 64 % |
| Mallorca                | 62                  | 9 %  | 6 %  | 8 %  | 8 %  | 2 %  | 0 % | 66 % |
| Menorca                 | 37                  | 19 % | 0 %  | 3 %  | 3 %  | 0 %  | 3 % | 73 % |
| Eivissa                 | 54                  | 8 %  | 13 % | 2 %  | 4 %  | 0 %  | 0 % | 57 % |
| Sevilla                 | 155                 | 7 %  | 4 %  | 12 % | 8 %  | 3 %  | 1 % | 60 % |
| Huelva                  | 22                  | 14 % | 0 %  | 9 %  | 14 % | 0 %  | 0 % | 59 % |
| Cadis                   | 28                  | 4 %  | 0 %  | 14 % | 14 % | 4 %  | 0 % | 51 % |
| Còrdova                 | 27                  | 11 % | 0 %  | 15 % | 15 % | 0 %  | 0 % | 56 % |
| Màlaga                  | 26                  | 31 % | 4 %  | 0 %  | 15 % | 0 %  | 8 % | 43 % |
| Lleó                    | 60                  | 10 % | 7 %  | 3 %  | 5 %  | 2 %  | 7 % | 62 % |
| Cantàbria               | 70                  | 13 % | 9 %  | 6 %  | 3 %  | 3 %  | 4 % | 58 % |

### ADN mitocondrial

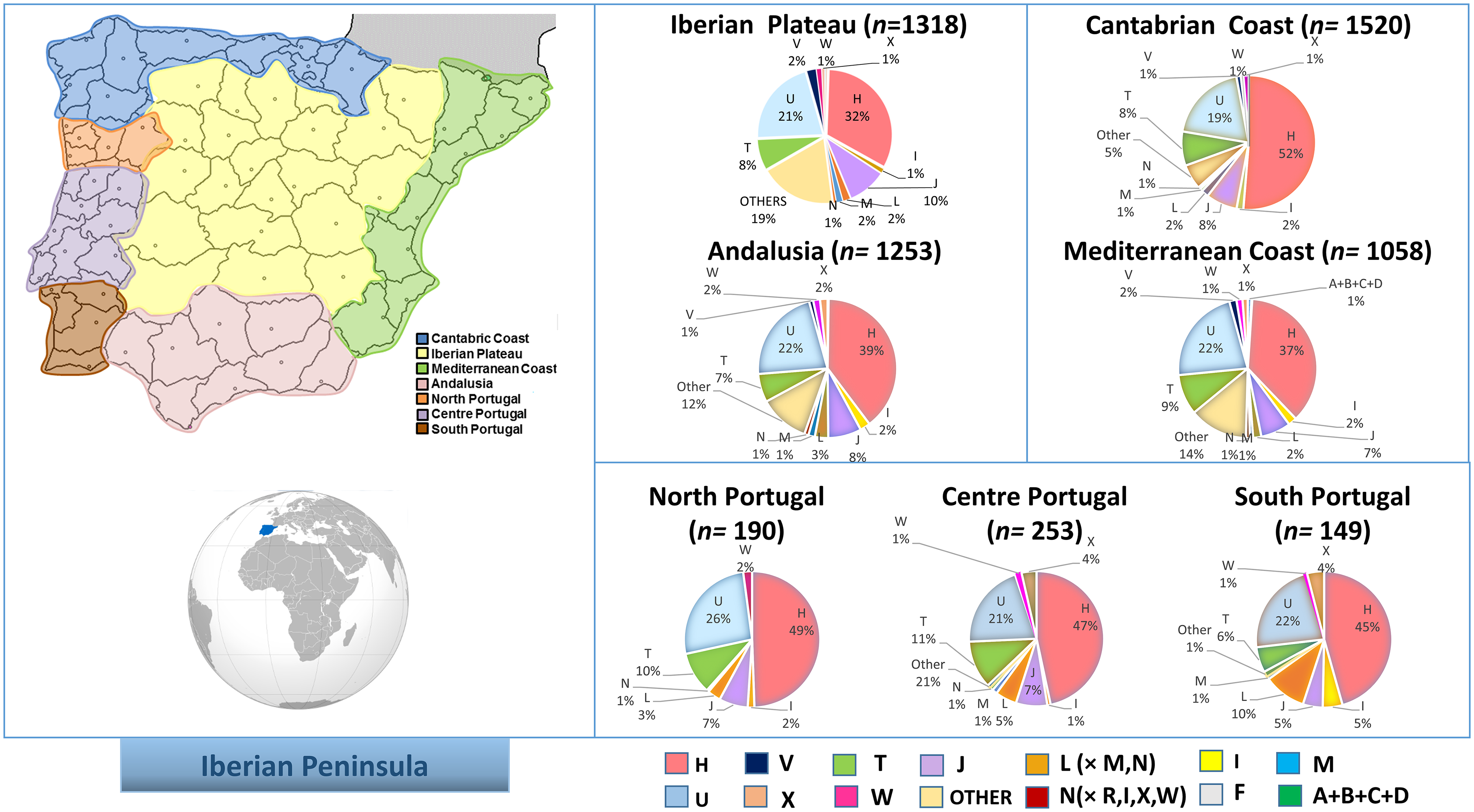
Freqüències de l'haplogrup ADN-Mt a les principals zones ibèriques

S'han realitzat diversos estudis sobre els haplogrups d'ADN mitocondrial (ADN-Mt) a Europa. A diferència dels haplogrups d'ADN-I, els haplogrups d'ADN-Mt no mostraren tants patrons geogràfics, sinó que estaven més uniformement repartits. A més dels sami perifèrics, tots els europeus es caracteritzen pel predomini dels haplogrups H, O i T. La falta d'estructuració geogràfica observable de l'ADN-Mt pot deure's a factors socioculturals, a saber, localitat de naixement i falta de poliàndria.
Els subhaplogrups H1 i H3 s'han sotmés a un estudi més detallat i s'associarien a l'expansió magdaleniana des d'Ibèria fa 13.000 anys:
L'H1 abasta una fracció important de l'ADN-Mt d'Europa occidental: arriba al seu punt màxim local entre els bascos contemporanis (27,8%) i apareix amb alta freqüència entre altres ibers i nord-africans. La seua freqüència és superior al 10% en moltes altres parts d'Europa (França, Sardenya, Illes Britàniques, Alps, grans porcions d'Europa de l'Est) i superior al 5% en gairebé tot el continent. La subclau H1b és més comuna a Europa oriental i al nord-oest de Sibèria. Fins ara, la freqüència més alta d'H1 (61%) s'ha trobat en els tuaregs de la regió de Fezzan a Líbia.
H3 representa una fracció més petita del genoma europeu que H1, però té una distribució semblant amb un pic entre els bascos (13,9%), els gallecs (8,3%) i els sards (8,5%). La seua freqüència, però, disminueix cap al nord-est del continent. Els estudis han suggerit que l'haplogrup H3 és altament protector contra la progressió de la SIDA.

### ADN autosòmic
Un estudi europeu realitzat el 2007, incloent bascos i valencians, va trobar que les poblacions ibèriques s'agrupaven més allunyades d'altres grups continentals, la qual cosa implica que Ibèria conté l'ascendència europea més antiga. En aquest estudi, es trobà que l'estratificació genètica més prominent a Europa es desenvolupa de nord a sud-est, mentre que un altre eix important de diferenciació corre d'est a oest en tot el continent. També va trobar, malgrat les diferències, que tots els europeus estan estretament relacionats.

## Diversitat genètica de l'ADN mitocondrial portugués

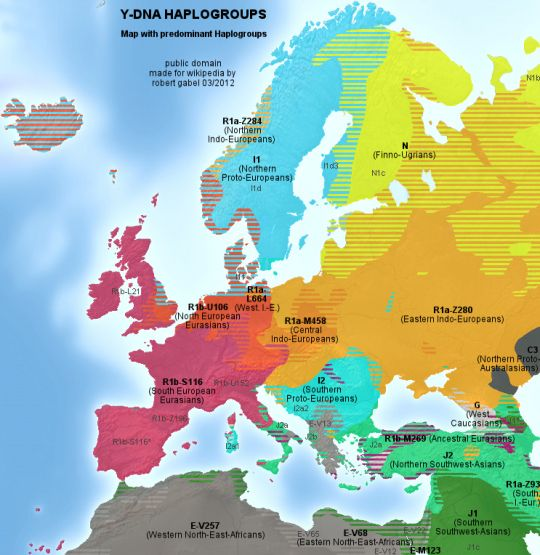

En un estudi realitzat per Sofia L. Marques, Ana Goios, Ana M. Rocha, Maria João Prata, António Amorim, Leonor Gusmão, Cíntia Alves i Luis Alvarez. "La diversitat genètica de l'ADN mitocondrial portuguès, una actualització i una revisió filogenètica". FSI Genetics 15 (març de 2015): pàgines 27–32, s'expressa el següent:
"[…] En el cas de Portugal, estudis genètics poblacionals anteriors han revelat el retrat general de la diversitat mitocondrial HVS-I i HVS-II, per la qual cosa ara és important actualitzar i ampliar la regió mitocondrial analitzada. En conseqüència, es van obtenir 292 seqüències completes de la regió de control de Portugal continental, amb un disseny experimental estricte per garantir la qualitat de les dades mitjançant la seqüenciació doble de cada regió objectiu. A més, s'examinaren els SNP de la regió codificant específica de H per detallar la classificació d'haplogrups i se n'obtingueren mitogenomes complets per a totes les seqüències pertanyents als haplogrups O4 i O5. En general, s'hi trobà un haplogrup típic d'Europa occidental o una composició modal d'haplotips atlàntics a Portugal continental, associat a un alt nivell de diversitat genètica mitocondrial. Dins del país, no es detectaren signes de subestructura. La tipificació de la regió de codificació addicional SNP ha proporcionat el refinament o la confirmació de la classificació anterior obtinguda amb eina EMMA en el 96% dels casos. També fou possible ampliar la filogènia O de l'haplogrup amb 28 nous mitogenomes O4 i O5".
L'Haplotip Modal Atlàntic (AMH) o haplotip 15 és un haplotip del cromosoma Y de les variacions de microsatèl·lit Y-STR, associat a l'haplogrup R1b. Es descobrí abans de molts dels SNP que ara s'usen per a identificar els subclades de R1b i s'hi poden trobar referències en algunes publicacions més antigues. Es correspon més estretament amb la subclasse R1b1a2a1a.
L'HAM és l'haplotip més freqüent entre els homes en l'Europa atlàntica. Es caracteritza pels següents al·lels marcadors:
- DYS388 12
- DYS390 24
- DYS391 11
- DYS392 13
- DYS393 13
- DYS394 14 (també conegut com a DYS19)

L'Haplotip Modal Atlàntic aconsegueix les freqüències més altes a la península Ibèrica, a Gran Bretanya i Irlanda. A Portugal, arriba al el 70% en total, amb més del 90% al nord-oest de Portugal.

## Influència nord-africana
Diversos estudis s'han centrat a determinar l'impacte genètic dels moviments històrics de la població del nord d'Àfrica a Ibèria sobre la composició genètica de les poblacions modernes ibèriques. Els estudis inicials apuntaven al fet que l'estret de Gibraltar actuava més com una barrera genètica que com un pont durant els temps prehistòrics, mentre que altres estudis apunten a un nivell més alt de barreja recent entre els ibers que entre altres poblacions europees, encara que això es deu a moviments migratoris més recents, en particular a la invasió àrab d'Ibèria al s. VIII.
En termes d'ADN autosòmic, l'estudi més recent sobre la barreja africana en poblacions ibèriques es realitzà a l'abril de 2013 per Botigué et al. utilitzant dades de SNP de tot el genoma per a més de 2.000 individus, concloent que la península Ibèrica tenen nivells significatius d'ascendència del nord d'Àfrica. Les estimacions de l'ascendència compartida donaren una mitjana del 4% en alguns indrets al 10% en la població general. Les poblacions de les Illes Canàries produïren fins al 20% de l'ascendència compartida amb els nord-africans, tot i que les Illes Canàries són un enclavament situat en el continent africà i, per tant, no són representatives de la població ibèrica. Aquests mateixos resultats no superaren el 2% en altres poblacions de l'oest o sud d'Europa. Al contrari, però, dels estudis autosòmics anteriors i del que s'infereix de les freqüències d'haplotipus del cromosoma I i mitocondrial, no detecta nivells significatius d'ascendència subsahariana en cap població europea fora de les Illes Canàries. Un estudi autosòmic anterior de 2011 de Moorjani et al. va trobar ascendència subsahariana en tot Europa en rangs de 1 i 4%, "la major proporció d'ascendència africana a Europa es troba a Ibèria (Portugal 4,2 ± 0,3% i estat espanyol 1,4 ± 0,3%), consistent en inferències basades en l'ADN mitocondrial i els cromosomes I i l'observació d'Auton i altres que, dins d'Europa, els europeus del sud-oest tenen el major intercanvi d'haplotipus amb els nord-africans".
Quant a l'ADN del cromosoma I patern, els estudis recents coincideixen que Ibèria té la major presència del marcador d'haplotipus I-M81 en el cromosoma I típicament del nord-oest d'Àfrica a Europa, així com en Haplotipus Va. Les estimacions de l'ascendència del cromosoma I varien, amb un estudi de 2008 publicat en l'American Journal of Human Genetics, utilitzant 1.140 mostres de tota la península Ibèrica, la qual cosa dona una proporció de 10,6% d'ascendència del nord d'Àfrica. Un estudi semblant efectuat el 2009 sobre el cromosoma I amb 659 mostres del sud de Portugal, 680 del nord de l'estat espanyol, 37 mostres d'Andalusia, 915 mostres de la Itàlia continental i 93 mostres de Sicília, trobà nivells significativament més alts d'ascendència masculina del nord d'Àfrica a Portugal, estat espanyol i Sicília (7,7%, 7,1% i 7,5%, respectivament) que a Itàlia (5,7%).
Altres estudis del patrimoni genètic ibèric han calculat nivells significativament més baixos d'ascendència del nord d'Àfrica. Segons Bosch et al. 2000 "Les poblacions del nord-oest d'Àfrica poden haver contribuït amb el 7% als cromosomes ibèrics I". Un ampli estudi realitzat per Cruciani et al. 2007, utilitzant 6.501 mostres de cromosomes I no relacionades de 81 poblacions, trobà que: "Tenint en compte aquests subhaplogrups I-M78 (I-V12, I-V22, I-V65) i l'haplogrup I-M81, la contribució d'Àfrica del Nord en llinatges a la totalitat del patrimoni genètic masculí d'Ibèria (excepte Pasiegos), Itàlia continental i Sicília es poden estimar en 5,6%, 4,6% i 6,6%, respectivament". Un estudi del 2007 considerava que la contribució dels llinatges del nord d'Àfrica a tot el patrimoni genètic masculí d'Ibèria era del 5,6%". En aspectes generals, segons Bosch et al. 2007: " ...els orígens del cromosoma I ibèric es poden resumir així: 5% d'Àfrica del nord-oest recent, 78% del Paleolític superior i derivats locals posteriors (grup IX), i 10% de neolític" (H58, H71).
Els estudis recents sobre l'ADN mitocondrial coincideixen que la península Ibèrica té nivells més alts de l'haplotipus O6 típicament del nord d'Àfrica, així com freqüències més altes de l'haplogrup L de l'Àfrica subsahariana a Portugal. Les freqüències altes, però, se'n concentren sobretot a l'oest i sud de la península i, per tant, la freqüència general és més alta a Portugal (6,83%) que a l'estat espanyol (1,9%), amb una freqüència mitjana per a tota la península del 3,83%. Hi ha una considerable divergència geogràfica a la península amb altes freqüències observades per al sud-oest de Castella (8%), sud de Portugal (18,80%), Portugal central (10,70%), Andalusia occidental (14,6%) i Còrdova (8,30%).
Els debats actuals giren sobre si la presència de O6 es deu a l'expansió islàmica en la península o als moviments de població anteriors i si l'haplogrup L està vinculat al comerç d'esclaus o als moviments de població anteriors vinculats a l'expansió islàmica. Una majoria dels llinatges d'haplogrup L a Ibèria, que són d'origen nord-africà, apunten a això últim. El 2015, Hernández et al. van concloure que "l'entrada dels llinatges O6 del nord d'Àfrica a Ibèria fa 10.000 anys es correlaciona bé amb altres clades L africans, la qual cosa indica que alguns llinatges O6 i L es van traslladar junts d'Àfrica a Ibèria en l'holocé primerenc, mentre que la majoria s'hi introduïren en temps històrics".

## Patrons de diferenciació genètica i petjades de migracions històriques a la península Ibèrica
Patrons de diferenciació genètica i petjades de migracions històriques a la península Ibèrica és un estudi de Clare Bycroft, Ceres Fernández-Rozadilla, Clara Ruiz-Ponte, Inés Quintela, Ángel Carracedo, Peter Donnelly i Simon Myers publicat en Nature l'1 de febrer de 2019.
L'estudi corrobora que la diferenciació genètica de la península Ibèrica es correspon amb la seua diversitat lingüística i amb una història demogràfica complexa, que inclou un període de vuit segles de domini musulmà. S'estudia l'estructura genètica d'escala fina de la població actual i els impactes genètics dels esdeveniments històrics, amb mètodes estadístics basats en haplotipus d'una mostra de 1.413 individus de tota la península.
Es detecta una estructura poblacional en escales extremament fines (per sota de 10 km) en algunes zones, inclosa Galícia. La principal conclusió de l'estudi és la identificació d'un important eix est-oest de diferenciació genètica i l'evidència d'un moviment històric de població de nord a sud. L'estudi observa una gran semblança genètica en direcció nord-sud, que evidencia un moviment històric de població nord-sud.
D'altra banda, s'hi detecta l'ascendència del nord-oest d'Àfrica (que varia de 0 a l'11% en funció de la distància a l'estret de Gibraltar) en la població de hui dia. Aquesta ascendència està relacionada amb un fet de barreja que involucra les poblacions d'origen de tipus europeu i nord-oest d'Àfrica, que se situa entre els anys 860–1120 dC, la qual cosa implica més impactes genètics en aquesta època del govern musulmà a Ibèria. Aquests resultats indiquen impactes genètics clars dels moviments de població associats a la conquesta musulmana i la posterior conquesta cristiana. L'estudi evidencia que els ibèrics moderns tenen fraccions d'ascendència regionalment diferents d'un grup més semblant al modern nord-oest d'Àfrica.

### Metodologia
S'analitzaren 1.413 individus de l'estat espanyol tipificats en 693.092 polimorfismes de nucleòtid únic autosòmic (SNP). El selector fineSTRUCTURE inferí 145 grups diferents, juntament amb un arbre jeràrquic que descriu les relacions entre els grups. La relació entre l'estructura genètica i la geografia s'estudià utilitzant un subconjunt de 726 individus per als quals es disposava d'informació geogràfica dels quatre avis que havien nascut en un radi de 80 km dels seus llocs de naixement. Com els avis nasqueren a l'entorn de 1900 (l'any de naixement mitjà de la mostra és 1941), s'infereix que la distribució espacial de l'estructura genètica descrita en aquest estudi reflectiria la de l'estat al 1900.

### L'impacte genètic de les migracions històriques
Per efectuar aquesta anàlisi s'agafa una mostra de 2.919 individus de l'estat espanyol, Europa, Àfrica del Nord i Àfrica subsahariana. Com a resultat es poden identificar 29 grups de donants no ibèrics i s'infereixen sis grups diferents dins d'Ibèria. Els sis grups s'associen amb zones geogràfiques, predominantment en direcció est-oest en lloc de nord-sud.
En els sis grups ibèrics, la major contribució prové de França (63–91%), li segueixen els grups italians (5–17%) i irlandesos (2–5%). Excepte per al grup basc, aquests tres grups de donants contribueixen proporcionalment quantitats semblants en tota Ibèria, per la qual cosa deuen representar components d'ascendència antiga en lloc de migració recent.
Per contra, l'ascendència procedent del Marroc mostra una forta variació zonal i el fet de mescla que involucra les poblacions d'origen de tipus europeu i nord-oest d'Àfrica que se situa entre els anys 860–1120 dC. De fet el mètode utilitzat per a l'estudi localitza la població actual del Sàhara occidental com a font d'ADN del nord d'Àfrica, en oposició al nord del Marroc, la població actual del qual presenta barreja amb les poblacions europees.
Els resultats també impliquen la incorporació d'ADN de tipus basc en altres llocs d'Espanya. Els perfils d'ascendència mostren contribucions de l'ADN de tipus basc més alt en llocs que envolten la ubicació principal del grup de donants bascos (País Basc), i molt més al sud que a l'est i a l'oest. La metodologia utilitzada per l'estudi produeix també dates inferides per a l'arribada d'ADN de tipus basc en el rang 1190–1514 dC, més recent que l'afluència del nord-oest d'Àfrica.

### Conclusions
Els resultats de l'estudi mostren l'estructura poblacional en escala fina a l'estat. La major diferenciació genètica la presenten els individus situats en una petita regió al sud-oest de Galícia a l'entorn de Tui, que estan separats dels de la resta de l'estat. El següent nivell separa els individus situats sobretot a les regions basques del nord (País Basc i Navarra) de la resta de l'estat. Dins del grup genètic principal molts dels grups segueixen de prop els límits est-oest de les autonomies, però en la direcció nord-sud, diversos grups creuen els límits de les autonomies.
L'eix principal de diferenciació genètica s'estén d'est a oest i hi ha una notable semblança genètica en direcció nord-sud. En una anàlisi complementària que inclogué Portugal, els portuguesos s'agruparen en conjunt amb individus de Galícia, la qual cosa demostra que el patró trobat s'estén a tota la península Ibèrica.
D'altra banda l'estructura genètica de les diferents zones del territori és prou semblant a les fronteres lingüístiques de la península Ibèrica l'any 1300 dC. En aquest sentit l'associació de l'estructura genètica amb la llengua és estadísticament significativa (p <0,008). Però si es tenen en compte la distància física i la llengua, no hi ha cap associació significativa de l'estructura genètica amb la comunitat autònoma actual (p = 0,12).
El fet demostrat que les diferències genètiques són petites en direcció nord-sud dins l'estat, i l'evidència del flux de gens preferentment en aquesta direcció, es pot interpretar per la informació històrica sobre la conquesta cristiana, durant la qual el territori controlat pels cristians al nord va progressar gradualment cap al sud des de la conquesta musulmana d'Ibèria l'any 711 dC. L'any 1250, gairebé tota Ibèria, menys Andalusia oriental (Regne de Granada), estava sota domini cristià, i la conquesta de Granada l'any 1492 marca el final del domini musulmà a la península. L'estudi conclou que l'estructura de la població actual dins l'estat és formada per moviments de població dins d'aquest període clau. Segons l'estudi el patró de diferenciació genètica reflecteix els límits lingüístics i geopolítics presents al voltant del final del temps del domini musulmà a la península (any 1500).
Pel que fa a la petjada genètica de la conquesta musulmana i els segles posteriors de domini musulmà, sembla que la conquesta del 711 es produí amb uns 30.000 combatents. Després hi hagué una migració civil d'un nombre indeterminat de persones, que s'ha trobat que tenen avantpassats en comú amb els actuals habitants del Sàhara occidental que es van assentar en moltes parts de la península. L'estudi determina que l'impacte genètic substancial i regionalment variable, es redueix a un període que abasta menys de 400 anys.
Les majors quantitats d'ascendència del nord d'Àfrica es troben a l'oest (11%), fins i tot a Galícia, malgrat el fet que Galícia, al nord del riu Miño, mai estigué sota domini musulmà i els assentaments musulmans al nord del Duero foren abandonats cap a l'any 741.

## El cas d'Eivissa
Segons un estudi de l'Institut de Biologia Evolutiva (IBE UPF-CSIC), la població moderna d'Eivissa descendeix de les poblacions catalanes que van repoblar l'illa al s. XIII. No es troba rastre genètic de cartaginesos, romans, àrabs, ni de població nord-africana, pobles que la van envair des del s. VII aC, però que segons l'estudi no han deixat la seua empremta genètica en la població moderna. L'estudi també constata que l'origen genètic de la població actual prové d'un nombre molt limitat d'individus, la qual cosa podria interpretar-se a la llum dels atacs de pirates barbarescos, i les epidèmies que delmaren una població ja de per si reduïda, que va tornar a créixer a partir d'un grup molt petit i aïllat d'habitants. És una història genètica semblant a la dels sards, islandesos o bascs.
Francesc Calafell, investigador de l'IBE i autor principal del treball, publicat en European Journal of Human Genetics, diu sobre aquest tema: “La veritat és que hem vist un elevat grau de consanguinitat en els actuals eivissencs. Hem trobat molts més trossos de genoma, més que en qualsevol altra població del voltant, iguals, heretats de pares i mares, la qual cosa concorda amb la hipòtesi d'una població petita i aïllada en què tots els membres estan emparentats” i “Eivissa i Sardenya, en aquest sentit, són molt semblants a poblacions genèticament diferenciades. En canvi, Mallorca, Menorca i Sicília s'assemblen molt en ADN a la població del continent”.

## Les vuit grans migracions que han modelat l'ADN dels ibèrics
Un estudi publicat per la revista Science al març de 2019, i codirigit per Carles Lalueza-Fox, paleogenetista de l'Institut de Biologia Evolutiva (CSIC-UPF), i David Reich, de l'Escola de Medicina de Harvard (Estats Units),es basa a analitzar els genomes complets de 271 restes humanes de més de cent jaciments de la península Ibèrica. Les mostres analitzades són de períodes des del 8000 aC fins a l'edat mitjana. Els genomes s'han comparat amb recerques anteriors, que inclouen genomes d'altres 1.107 persones del passat i 2.862 persones actuals. En el moment de la publicació és l'estudi de reconstrucció històrica basada en dades genètiques més complet que s'ha realitzat en qualsevol lloc del món.
L'estudi suposa una recerca que ha reconstruït la història genètica de la península Ibèrica al llarg dels últims 8.000 anys i revela que vuit grans migracions han modelat l'ADN dels ibèrics des del 6000 aC fins a l'actualitat. També concreta amb dades genètiques el moment de la diferenciació de la població basca, que es remunta a l'edat del ferro. I confirma que la població andalusa té menys ADN d'origen nord-africà de l'esperat. Les vuit migracions significatives trobades són aquestes:
1. La primera d'aquestes migracions va ocórrer fa 8000 anys quan la península Ibèrica tenia una població baixa i dispersa, de caçadors recol·lectors, de vida nòmada, amb assentaments estacionals. En aquella època es registra una primera entrada d'ADN forà, introduït per caçadors recol·lectors del centre d'Europa.[44]
2. La segona onada migratòria es registra mil anys més tard i aquesta vegada és massiva. Es tracta de pobles neolítics procedents d'Anatòlia que ja han adoptat l'agricultura, la qual cosa els fa tenir un gran creixement demogràfic i s'expandeixen.
3. La tercera, menys important, és una entrada de caçadors recol·lectors de cultura mesolítica.
4. La quarta onada migratòria és la més important per la seua repercussió genètica. Es produeix fa 4.000 anys i és l'arribada de pobles de les estepes del nord de la mar Càspia i el Caucas. Aquesta població al cap de poques generacions substitueix completament l'ADN masculí autòcton en l'herència genètica dels pobladors d'Ibèria. La petjada genètica dels pobles de l'estepa suposa que el 20% del genoma dels ibèrics actuals és d'aquest origen. No hi ha proves que la trobada amb la població ibèrica autòctona fos violenta.[44]
5. La cinquena migració es produeix fa uns 3.000 anys, en què es registra una nova entrada d'ADN del centre i nord d'Europa. Aquesta migració coincideix amb l'arribada a la península de la cultura dels camps d'urnes, que incinera els morts i diposita les cendres en urnes de ceràmica, que s'enterren en necròpolis.
6. En període històric, es registren altres tres grans migracions amb entrades significatives d'ADN forà. Una sisena procedent de l'est de la Mediterrània; és significativa entre el 600 i el 500 aC, i és majoritàriament de procedència grega, amb aportacions culturals associades molt importants.
7. La setena migració significativa per al rastre genètic procedeix del nord d'Àfrica i té lloc en l'època de l'Imperi romà. Aquesta aportació deixa petjada més al sud que al nord de la península.
8. La vuitena migració que registra l'estudi, també procedeix del nord d'Àfrica, coincideix amb la primera època musulmana, abans de l'any 1000 dC.

### La prevalença genètica de les invasions de pobles esteparis de l'edat de bronze 2500-2000 ae
Una de les conclusions de l'estudi publicat en Science citat és que una població d'origen estepari arribà a la península Ibèrica a partir del 2500 ae i que, 500 anys més tard, gairebé tota la població peninsular era descendent d'aquestes poblacions d'origen estepari. Al final d'aquest període, el 100% de la població masculina ibèrica resulta descendir d'aquests migrants. Els marcadors genètics continguts en el cromosoma I, que s'hereta de pare a fill, són els d'aquest grup en tots els individus analitzats. Els homes forans acabaren reproduint-se molt més que els autòctons (cosa que també va ocórrer en menor mesura també en altres parts d'Europa on arribaren). Però no es coneixen registres arqueològics de conflictes militars o matances. Ni es produeix una aculturació, ja que les cultures de la península evolucionaren sense canvis bruscos al llarg d'aquest període.
Íñigo Olalde, investigador de la Universitat Harvard i primer autor del treball, diu sobre aquest tema: "Cap al 2500 ae arriben a la península Ibèrica individus d'origen estepari, diferent al de les poblacions locals, i comencen a barrejar-se". "Va haver de passar alguna cosa molt bèstia, però les dades genètiques no diuen quins processos socials hi van ocórrer". "La hipòtesi més simplista és que aquests homes hi van arribar i n'eliminaren els locals. Però no hi ha evidència de violència generalitzada en el registre arqueològic". "Podria ser un fenomen d'estratificació social molt forta: potser, aquests llinatges externs tingueren molt més d'èxit reproductiu al llarg de moltes generacions".
Philipp Stockhammer, arqueòleg de la Universitat de Mònaco, que no ha participat en l'estudi però és col·laborador dels seus autors principals, diu: "Es veu un gran canvi genètic sense que ocòrrega en paral·lel un gran canvi cultural. A nivell de la cultura material, hi ha més aviat continuïtat en aquest període. La genètica i la cultura no encaixen necessàriament". "Com a científics, hem de ser cauts en com presentem el nostre coneixement. En tot cas, aquestes troballes apunten al fet que va haver-hi una enorme mobilitat també en el passat i que no hi ha res semblant a una comunitat pura".

### El País Basc i l'èuscar
Segons l'estudi publicat per la revista Science al març de 2019, Euskadi ha tingut una població autòctona genèticament homogènia, amb escassa aportació d'ADN de persones vingudes d'altres llocs, des de l'edat del ferro, que comença cap a l'any 1000 ae. Els estudis lingüístics anteriors han establert que el basc és anterior a l'arribada de les llengües indoeuropees, de les quals deriven la resta de llengües peninsulars, que entraren en la península fa més de 4.000 anys amb els descendents dels pobles de les estepes que venien de les planes del nord del Caucas i la mar Càspia. Tot i això, hi ha una extensa bibliografia que qüestiona aquestes tesis i mostra l'evidència lingüística d'una toponímia indoeuropea anterior a la basca al mateix País Basc.
D'acord amb els resultats de l'estudi la població basca té una notable herència estepària, com en altres llocs on col·lectius immigrants s'integren en cultures locals, la llengua és anterior al genoma. Estudis anteriors havien suggerit que l'ADN de la població basca té herència estepària, cosa que aquest estudi confirma. L'originalitat de l'estudi és que situa el desenvolupament dels bascs com a població autòctona genèticament aïllada cap a l'any 1000 ae, i conclou que la població basca actual és genèticament indistingible de les poblacions ibèriques de l'edat del ferro. Per això l'aïllament genètic de la població basca es remunta a l'edat del ferro, en el primer mil·lenni ae. Segons Lalueza-Fox, “les migracions posteriors, com les de l'època romana o la musulmana, no deixaren petjada al País Basc”.